# Розроблення продукції
Розро́блення проду́кції (ви́робу) — стадія життєвого циклу продукції, яка полягає у зміні стану продукції — від формулювання вимог технічного завдання щодо виконання ДКР (НДР) на створення (модернізацію) продукції до втілення їх у нових (модернізованих) дослідних зразках, у нових (модифікованих) матеріалах.
Метою і результатом розроблення нових виробів є сам виріб як технічна система, що належить до матеріальних об'єктів, які служать для задоволення вимог виробництва та/чи потреб людини.

## Проєктування і конструювання
Розроблення нового виробу проводиться інженерно-технічним персоналом шляхом проєктування й конструювання, що є взаємно пов'язаними процесами, які доповнюють одне одного. Конструктивні форма і розміри об'єкта уточнюються застосуванням методів проєктування — проведенням розрахунків параметрів, розрахунків на міцність, оптимізаційних розрахунків тощо. Своєю чергою, проєктування є можливим лише при попередньо обраних варіантах конструктивного виконання. Часто ці два процеси не розділяють, бо вони виконуються, зазвичай, спеціалістами однієї професії — інженерами-конструкторами, хоча кожен з них має свої особливості.
Проєктування передує конструюванню і полягає у пошуку науково обґрунтованих, технічно здійснимих й економічно доцільних інженерних рішень у вигляді проєкту об'єкта розробки. Проєкт аналізують, обговорюють, коректують і приймають як основу для подальшої розробки. 
Конструюванням створюється конкретна однозначна конструкція виробу. Конструкція — це будова, взаємне розташування частин і елементів виробу, що визначаються його призначенням. Конструкція передбачає спосіб сполучення, взаємодію частин, розміри з допусками, параметри шорсткості поверхонь деталей, а також матеріал з якого ці деталі повинні виготовлятись. Конструювання спирається на результати проєктування і уточнює всі інженерні рішення, прийняті у процесі проєктування та представляє їх у вигляді технічної документації.

## Розроблення виробу як процес розумової діяльності
Проєктування і конструювання служать одній меті: розробленню нового виробу, який до цього часу не існував або існував в іншій формі чи має інші розміри. Це види розумової діяльності, коли в голові розробника створюється конкретний уявний образ, що піддається мисленим експериментам, що включають у собі перестановку складових частин або заміну їх іншими. Одночасно оцінюється ефект від внесених змін та оцінюється кінцевий результат. Мислений образ створюється відповідно до загальних правил проєктування і конструювання й у кінцевому результаті набуває остаточного технічно обґрунтованого вигляду.
Розроблення є технічною творчістю, у результаті якої створюються технічні рішення. Створенню технічного рішення передує підготовчий процес, у якому узагальнюється попередній досвід, ставиться задача, виясняється мета. У розроблення технічного рішення безпосередньо входить створення його варіантів та їх аналіз, вибір остаточного варіанту. У процесі конструювання конструктор детально проробляє технічне рішення, втілює його у конкретну форму реального виробу.

## Розроблення як складова технічного підготовлення виробництва
Розроблення, складовими частинами якого є проєктування і конструювання, — термін, який часто використовується у технічній літературі у вузькому розумінні як синонім проєктно-конструкторських робіт. Насправді ж у розроблення нових виробів дуже часто входить і проведення науково-дослідних робіт. Розроблення входить у комплекс заходів, спрямованих на випуск виробів промисловістю. Поряд з такими роботами, як розроблення технології виготовлення, матеріально-технічне забезпечення, організація виробництва, розроблення займає провідне місце у технічному підготовленні виробництва. Як вихідний етап, розроблення продукції суттєво впливає на всі наступні стадії її життєвого циклу: виготовлення, обіг (реалізацію), експлуатацію (споживання) та утилізацію.

## Правила розроблення продукції
Згідно з ДСТУ 3974-2000 типова схема розроблення продукції передбачає:
- розроблення ТЗ;
- розроблення конструкторської, технологічної та експлуатаційної документації;
- виготовлення дослідного зразка (дослідної партії) продукції і проведення попередніх випробувань;
- коригування КД за результатами попередніх випробувань і проведення приймальних випробувань;
- коригування КД за результатами приймальних випробувань та приймання результатів ДКР;

Конкретний порядок розроблення продукції визначають у ТЗ на ДКР.